# 사남면
사남면(泗南面)은 대한민국 경상남도 사천시의 면이다. 넓이는 42.47km2이고, 인구는 2010년 기준으로 11,808명이다.

## 행정 구역
- 죽천리(竹川里)
- 초전리(草田里)
- 방지리(芳芝里)
- 유천리(柳川里)
- 월성리(月城里)
- 화전리(花田里)
- 우천리(牛川里)
- 종천리(宗川里)
- 사촌리(沙村里)
- 계양리(界陽里)
- 가천리(佳川里)

## 주요 시설

### 교육
- 사남초등학교
- 삼성초등학교
- 경남국제외국인학교

### 아파트
| 단지명        | 건설사         | 시행사         | 주소               | 입주       | 비고     |
| ------------- | -------------- | -------------- | ------------------ | ---------- | -------- |
| 사천 진사주공 | 화인종합건설㈜ | 대한주택공사   |                    | 2005년 4월 | 국민임대 |
| 사천 푸르지오 | 대우건설       | ㈜세중아이앤디 | 조동길 61 (월성리) | 2006년 6월 |          |